# لودرسدورف، ویلفرسدورف
لودرسدورف (به آلمانی: Ludersdorf-Wilfersdorf) یک منطقهٔ مسکونی در اتریش است که در وایتس واقع شده‌است. لودرسدورف ۱۲٫۸۲ کیلومتر مربع مساحت دارد ۳۶۵ متر بالاتر از سطح دریا واقع شده‌است.